# 1980년 하계 올림픽 그리스 선수단
그리스는 1980년 7월 19일부터 8월 3일까지 소비에트 연방 모스크바에서 개최된 제22회 하계 올림픽에 참가했다.

## 메달 집계

### 종목별 참가 선수 및 메달 집계
| 종목 | 참가 선수 | 1 | 2 | 3 | 합계 |
| 역도 | 1         | 1 | 1 |   | 2    |
| 육상 | 3         |   |   |   | 0    |
| 사격 | 3         |   | 1 | 2 | 3    |
| 체조 | 1         |   |   |   | 0    |
| 펜싱 | 1         | 0 | 0 | 1 | 1    |
| 합계 | 43        | 1 | 0 | 2 | 3    |

### 메달리스트
| 메달 | 이름               | 종목   | 세부 종목                       | 날짜     |
| ---- | ------------------ | ------ | ------------------------------- | -------- |
|      | Stelios Mygiakis   | 레슬링 | Men's Greco-Roman Featherweight |          |
|      | 홀게르 루이스 닐센 | 펜싱   | 남자 사브르 개인전              | 4월 9일  |
|      | 홀게르 루이스 닐센 | 사격   | 남자 25m 속사권총               | 4월 11일 |
|      | 비고 옌센          | 사격   | 남자 300m 자유소총 3자세        | 4월 12일 |

- Georgios Khatziioannidis — Wrestling, Men's freestyle Featherweight

- Tasos Boudouris, Tasos Gavrilis and Aristidis Rapanakis — Sailing, Men's Soling Team Competition

## 육상

### 남자
트랙 / 도로 경기
| 선수 | 세부 종목 | 1차 예선 | 1차 예선 | 2차 예선 | 2차 예선 | 준결선 | 준결선 | 결선 | 결선      |
| 선수 | 세부 종목 | 기록     | 순위     | 기록     | 순위     | 기록   | 순위   | 기록 | 최종 순위 |

필드 경기
| 선수 | 세부 종목 | 예선 | 예선 | 결선 | 결선      |
| 선수 | 세부 종목 | 기록 | 순위 | 기록 | 최종 순위 |

### 여자
트랙 / 도로 경기
| 선수 | 세부 종목 | 1차 예선 | 1차 예선 | 2차 예선 | 2차 예선 | 준결선 | 준결선 | 결선 | 결선      |
| 선수 | 세부 종목 | 기록     | 순위     | 기록     | 순위     | 기록   | 순위   | 기록 | 최종 순위 |

필드 경기
| 선수 | 세부 종목 | 예선 | 예선 | 결선 | 결선      |
| 선수 | 세부 종목 | 기록 | 순위 | 기록 | 최종 순위 |

## 참고 자료
- (영어) “Australia at the 1980 Moskva Summer Games”. SR/Olympic Sports. 2009년 3월 18일에 원본 문서에서 보존된 문서. 2015년 6월 27일에 확인함.